# Fusinus rutilus
Fusinus rutilus là một loài ốc biển, là động vật thân mềm chân bụng sống ở biển trong họ Fasciolariidae.